# فهرست کشورها بر پایه درازای خط ساحلی
فهرست کشورها بر پایه درازای خط ساحلی، بر مبنای داده‌های سال ۲۰۰۵ میلادی سازمان CIA آمریکا:

## فهرست
| رتبه | کشور                   | مساحت اراضی (km²) | مرز زمینی (km) | خط ساحلی (km) | پیرامون (km) | ساحل/مساحت (m/km²) | ساحل/محیط (%) |
| ---- | ---------------------- | ----------------- | -------------- | ------------- | ------------ | ------------------ | ------------- |
| ۱    | کانادا                 | ۹٬۲۲۰٬۹۷۰         | ۸٬۸۹۳          | ۲۰۲٬۰۸۰       | ۲۱۰٬۹۷۳      | ۲۱٫۹۱۵             | ۹۵٫۸          |
| ۲    | نروژ                   | ۳۲۴٬۲۲۰           | ۲٬۵۱۵          | ۸۳٬۲۸۱        | ۸۵٬۷۹۶       | ۲۵۶٫۸۶۶            | ۹۷٫۱          |
| ۳    | اندونزی                | ۱٬۸۲۶٬۴۴۰         | ۲٬۸۳۰          | ۵۴٬۷۱۶        | ۵۷٬۵۴۶       | ۲۹٫۹۵۸             | ۹۵٫۱          |
| ۴    | روسیه                  | ۱۶٬۹۹۵٬۸۰۰        | ۱۹٬۹۱۷         | ۳۷٬۶۵۳        | ۵۷٬۵۷۰       | ۲٫۲۱۵              | ۶۵٫۴          |
| ۵    | فیلیپین                | ۲۹۸٬۱۷۰           | -              | ۳۶٬۲۸۹        | ۳۶٬۲۸۹       | ۱۲۱٫۷۰۶            | ۱۰۰٫۰         |
| ۶    | ژاپن                   | ۳۷۴٬۷۴۴           | -              | ۲۹٬۷۵۱        | ۲۹٬۷۵۱       | ۷۹٫۳۹۰             | ۱۰۰٫۰         |
| ۷    | استرالیا               | ۷٬۶۱۷٬۹۳۰         | -              | ۲۵٬۷۶۰        | ۲۵٬۷۶۰       | ۳٫۳۸۱              | ۱۰۰٫۰         |
| ۸    | ایالات متحده آمریکا    | ۹٬۱۵۸٬۹۶۰         | ۱۲٬۲۱۹         | ۱۹٬۹۲۴        | ۳۲٬۱۴۳       | ۲٫۱۷۵              | ۶۲٫۰          |
| ۹    | نیوزیلند               | ۲۶۸٬۶۸۰           | -              | ۱۵٬۱۳۴        | ۱۵٬۱۳۴       | ۵۶٫۳۲۷             | ۱۰۰٫۰         |
| ۱۰   | یونان                  | ۱۳۰٬۸۰۰           | ۱٬۱۶۰          | ۱۴٬۸۸۰        | ۱۶٬۰۴۰       | ۱۱۳٫۷۶۱            | ۹۲٫۸          |
| ۱۱   | چین                    | ۹٬۳۲۶٬۴۱۰         | ۲۲٬۱۴۷         | ۱۴٬۵۰۰        | ۳۶٬۶۴۷       | ۱٫۵۵۵              | ۳۹٫۶          |
| ۱۲   | بریتانیا               | ۲۴۱٬۵۹۰           | ۳۶۰            | ۱۲٬۴۲۹        | ۱۲٬۷۸۹       | ۵۱٫۴۴۷             | ۹۷٫۲          |
| ۱۳   | مکزیک                  | ۱٬۹۲۳٬۰۴۰         | ۴٬۵۳۸          | ۹٬۳۳۰         | ۱۳٬۸۶۸       | ۴٫۸۵۲              | ۶۷٫۳          |
| ۱۴   | ایتالیا                | ۲۹۴٬۰۲۰           | ۱٬۹۳۲          | ۷٬۶۰۰         | ۹٬۵۳۲        | ۲۵٫۸۴۹             | ۷۹٫۷          |
| ۱۵   | برزیل                  | ۸٬۴۵۶٬۵۱۰         | ۱۵٬۷۳۵         | ۷٬۳۶۷         | ۲۳٬۱۰۲       | ۰٫۸۷۱              | ۳۱٫۹          |
| ۱۶   | دانمارک                | ۴۲٬۳۹۴            | ۶۸             | ۷٬۳۱۴         | ۷٬۳۸۲        | ۱۷۲٫۵۲۴            | ۹۹٫۱          |
| ۱۷   | ترکیه                  | ۷۷۰٬۷۶۰           | ۲٬۶۲۷          | ۷٬۲۰۰         | ۹٬۸۲۷        | ۹٫۳۴۱              | ۷۳٫۳          |
| ۱۸   | هند                    | ۲٬۹۷۳٬۱۹۰         | ۱۴٬۱۰۳         | ۷٬۶۰۰         | ۲۱٬۱۰۳       | ۲٫۳۵۴              | ۳۳٫۲          |
| ۱۹   | شیلی                   | ۷۴۸٬۸۰۰           | ۶٬۱۷۱          | ۶٬۴۳۵         | ۱۲٬۶۰۶       | ۸٫۵۹۴              | ۵۱٫۰          |
| ۲۰   | ایالات فدرال میکرونزی  | ۷۰۲               | -              | ۶٬۱۱۲         | ۶٬۱۱۲        | ۸٬۷۰۶٫۵۵۳          | ۱۰۰٫۰         |
| ۲۱   | کرواسی                 | ۵۶٬۴۱۴            | ۲٬۱۹۷          | ۵٬۸۳۵         | ۸٬۰۳۲        | ۱۰۳٫۴۳۲            | ۷۲٫۶          |
| ۲۲   | جزایر سلیمان           | ۲۷٬۵۴۰            | -              | ۵٬۳۱۳         | ۵٬۳۱۳        | ۱۹۲٫۹۱۹            | ۱۰۰٫۰         |
| ۲۳   | پاپوآ گینه نو          | ۴۵۲٬۸۶۰           | ۸۲۰            | ۵٬۱۵۲         | ۵٬۹۷۲        | ۱۱٫۳۷۷             | ۸۶٫۳          |
| ۲۴   | آرژانتین               | ۲٬۷۳۶٬۶۹۰         | ۹٬۶۶۵          | ۴٬۹۸۹         | ۱۴٬۶۵۴       | ۱٫۸۲۳              | ۳۴٫۰          |
| ۲۵   | ایسلند                 | ۱۰۰٬۳۲۹           | -              | ۴٬۹۸۸         | ۴٬۹۸۸        | ۴۹٫۷۱۶             | ۱۰۰٫۰         |
| ۲۶   | اسپانیا                | ۴۹۹٬۵۴۲           | ۱٬۹۱۸          | ۴٬۹۶۴         | ۶٬۸۸۲        | ۹٫۹۳۷              | ۷۲٫۱          |
| ۲۷   | ماداگاسکار             | ۵۸۱٬۵۴۰           | -              | ۴٬۸۲۸         | ۴٬۸۲۸        | ۸٫۳۰۲              | ۱۰۰٫۰         |
| ۲۸   | مالزی                  | ۳۲۸٬۵۵۰           | ۲٬۶۶۹          | ۴٬۶۷۵         | ۷٬۳۴۴        | ۱۴٫۲۲۹             | ۶۳٫۷          |
| ۲۹   | استونی                 | ۴۳٬۲۱۱            | ۶۳۳            | ۳٬۷۹۴         | ۴٬۴۲۷        | ۸۷٫۸۰۲             | ۸۵٫۷          |
| ۳۰   | کوبا                   | ۱۱۰٬۸۶۰           | ۲۹             | ۳٬۷۳۵         | ۳٬۷۶۴        | ۳۳٫۶۹۱             | ۹۹٫۲          |
| ۳۱   | باهاما                 | ۱۰٬۰۷۰            | -              | ۳٬۵۴۲         | ۳٬۵۴۲        | ۳۵۱٫۷۳۸            | ۱۰۰٫۰         |
| ۳۲   | ویتنام                 | ۳۲۵٬۳۶۰           | ۴٬۶۳۹          | ۳٬۴۴۴         | ۸٬۰۸۳        | ۱۰٫۵۸۵             | ۴۲٫۶          |
| ۳۳   | فرانسه                 | ۵۴۵٬۶۳۰           | ۲٬۸۸۹          | ۳٬۴۲۷         | ۶٬۳۱۶        | ۶٫۲۸۱              | ۵۴٫۳          |
| ۳۴   | تایلند                 | ۵۱۱٬۷۷۰           | ۴٬۸۶۳          | ۳٬۲۱۹         | ۸٬۰۸۲        | ۶٫۲۹۰              | ۳۹٫۸          |
| ۳۵   | سوئد                   | ۴۱۰٬۹۳۴           | ۲٬۲۰۵          | ۳٬۲۱۸         | ۵٬۴۲۳        | ۷٫۸۳۱              | ۵۹٫۳          |
| ۳۶   | کلمبیا                 | ۱٬۰۳۸٬۷۰۰         | ۶٬۰۰۴          | ۳٬۲۰۸         | ۹٬۲۱۲        | ۳٫۰۸۸              | ۳۴٫۸          |
| ۳۷   | ایران                  | ۱٬۶۳۶٬۰۰۰         | ۵٬۴۴۰          | ۳٬۲۹۴         | ۸٬۷۲۰        | ۲٫۰۴۴              | ۳۵٫۹          |
| ۳۸   | سومالی                 | ۶۲۷٬۳۳۷           | ۲٬۳۶۶          | ۳٬۰۲۵         | ۵٬۳۹۱        | ۴٫۸۲۲              | ۵۶٫۱          |
| ۳۹   | قزاقستان               | ۲٬۶۶۹٬۸۰۰         | ۱۲٬۰۱۲         | ۲٬۹۶۴         | ۱۴٬۹۷۶       | ۱٫۱۱۰              | ۱۹٫۸          |
| ۴۰   | ونزوئلا                | ۸۸۲٬۰۵۰           | ۴٬۹۹۳          | ۲٬۸۰۰         | ۷٬۷۹۳        | ۳٫۱۷۴              | ۳۵٫۹          |
| ۴۱   | آفریقای جنوبی          | ۱٬۲۱۹٬۹۱۲         | ۴٬۷۵۰          | ۲٬۷۹۸         | ۷٬۵۴۸        | ۲٫۲۹۴              | ۳۷٫۱          |
| ۴۲   | اوکراین                | ۶۰۳٬۷۰۰           | ۴٬۵۵۸          | ۲٬۷۸۲         | ۷٬۳۴۰        | ۴٫۶۰۸              | ۳۷٫۹          |
| ۴۳   | عربستان سعودی          | ۲٬۲۱۷٬۹۴۹         | ۴٬۴۱۵          | ۲٬۶۴۰         | ۷٬۰۵۵        | ۱٫۱۹۰              | ۳۷٫۴          |
| ۴۴   | وانواتو                | ۱۴٬۷۶۰            | -              | ۲٬۵۲۸         | ۲٬۵۲۸        | ۱۷۱٫۲۷۴            | ۱۰۰٫۰         |
| ۴۵   | کره شمالی              | ۱۲۰٬۴۱۰           | ۱٬۶۷۳          | ۲٬۴۹۵         | ۴٬۱۶۸        | ۲۰٫۷۲۱             | ۵۹٫۹          |
| ۴۶   | پاناما                 | ۷۵٬۹۹۰            | ۵۵۵            | ۲٬۴۹۰         | ۳٬۰۴۵        | ۳۲٫۷۶۷             | ۸۱٫۸          |
| ۴۷   | موزامبیک               | ۷۸۴٬۰۹۰           | ۴٬۵۷۱          | ۲٬۴۷۰         | ۷٬۰۴۱        | ۳٫۱۵۰              | ۳۵٫۱          |
| ۴۸   | مصر                    | ۹۹۵٬۴۵۰           | ۲٬۶۸۹          | ۲٬۴۵۰         | ۵٬۱۳۹        | ۲٫۴۶۱              | ۴۷٫۷          |
| ۴۹   | پرو                    | ۱٬۲۸۰٬۰۰۰         | ۵٬۵۳۶          | ۲٬۴۱۴         | ۷٬۹۵۰        | ۱٫۸۸۶              | ۳۰٫۴          |
| ۵۰   | کره جنوبی              | ۹۸٬۱۹۰            | ۲۳۸            | ۲٬۴۱۳         | ۲٬۶۵۱        | ۲۴٫۵۷۵             | ۹۱٫۰          |
| ۵۱   | آلمان                  | ۳۴۹٬۲۲۳           | ۳٬۶۲۱          | ۲٬۳۸۹         | ۶٬۰۱۰        | ۶٫۸۴۱              | ۳۹٫۸          |
| ۵۲   | اکوادور                | ۲۷۶٬۸۴۰           | ۲٬۰۱۰          | ۲٬۲۳۷         | ۴٬۲۴۷        | ۸٫۰۸۰              | ۵۲٫۷          |
| ۵۳   | اریتره                 | ۱۲۱٬۳۲۰           | ۱٬۶۳۰          | ۲٬۲۳۴         | ۳٬۸۶۴        | ۱۸٫۴۱۴             | ۵۷٫۸          |
| ۵۴   | عمان                   | ۳۰۹٬۵۰۰           | ۱٬۳۷۴          | ۲٬۰۹۲         | ۳٬۴۶۶        | ۶٫۷۵۹              | ۶۰٫۴          |
| ۵۵   | میانمار                | ۶۵۷٬۷۴۰           | ۵٬۸۷۶          | ۱٬۹۳۰         | ۷٬۸۰۶        | ۲٫۹۳۴              | ۲۴٫۷          |
| ۵۶   | یمن                    | ۵۲۷٬۹۷۰           | ۱٬۷۴۶          | ۱٬۹۰۶         | ۳٬۶۵۲        | ۳٫۶۱۰              | ۵۲٫۲          |
| ۵۷   | مراکش                  | ۴۴۶٬۳۰۰           | ۲٬۰۱۸          | ۱٬۸۳۵         | ۳٬۸۵۳        | ۴٫۱۱۲              | ۴۷٫۶          |
| ۵۸   | پرتغال                 | ۹۱٬۹۵۱            | ۱٬۲۱۴          | ۱٬۷۹۳         | ۳٬۰۰۷        | ۱۹٫۵۰۰             | ۵۹٫۶          |
| ۵۹   | هائیتی                 | ۲۷٬۵۶۰            | ۳۶۰            | ۱٬۷۷۱         | ۲٬۱۳۱        | ۶۴٫۲۶۰             | ۸۳٫۱          |
| ۶۰   | لیبی                   | ۱٬۷۵۹٬۵۴۰         | ۴٬۳۸۳          | ۱٬۷۷۰         | ۶٬۱۵۳        | ۱٫۰۰۶              | ۲۸٫۸          |
| ۶۱   | ترکمنستان              | ۴۸۸٬۱۰۰           | ۳٬۷۳۶          | ۱٬۷۶۸         | ۵٬۵۰۴        | ۳٫۶۲۲              | ۳۲٫۱          |
| ۶۲   | آنگولا                 | ۱٬۲۴۶٬۷۰۰         | ۵٬۱۹۸          | ۱٬۶۰۰         | ۶٬۷۹۸        | ۱٫۲۸۳              | ۲۳٫۵          |
| ۶۳   | نامیبیا                | ۸۲۵٬۴۱۸           | ۳٬۸۲۴          | ۱٬۵۷۲         | ۵٬۳۹۶        | ۱٫۹۰۴              | ۲۹٫۱          |
| ۶۴   | تایوان                 | ۳۲٬۲۶۰            | -              | ۱٬۵۶۶         | ۱٬۵۶۶        | ۴۸٫۵۵۲             | ۱۰۰٫۰         |
| ۶۵   | پالائو                 | ۴۵۸               | -              | ۱٬۵۱۹         | ۱٬۵۱۹        | ۳٬۳۱۶٫۵۹۴          | ۱۰۰٫۰         |
| ۶۶   | جمهوری ایرلند          | ۶۸٬۸۹۰            | ۳۶۰            | ۱٬۴۴۸         | ۱٬۸۰۸        | ۲۱٫۰۱۹             | ۸۰٫۱          |
| ۶۷   | تانزانیا               | ۸۸۶٬۰۳۷           | ۳٬۴۰۲          | ۱٬۴۲۴         | ۴٬۸۲۶        | ۱٫۶۰۷              | ۲۹٫۵          |
| ۶۸   | سری‌لانکا               | ۶۴٬۷۴۰            | -              | ۱٬۳۴۰         | ۱٬۳۴۰        | ۲۰٫۶۹۸             | ۱۰۰٫۰         |
| ۶۹   | امارات متحده عربی      | ۸۲٬۸۸۰            | ۸۶۷            | ۱٬۳۱۸         | ۲٬۱۸۵        | ۱۵٫۹۰۳             | ۶۰٫۳          |
| ۷۰   | کاستاریکا              | ۵۰٬۶۶۰            | ۶۳۹            | ۱٬۲۹۰         | ۱٬۹۲۹        | ۲۵٫۴۶۴             | ۶۶٫۹          |
| ۷۱   | جمهوری دومینیکن        | ۴۸٬۳۸۰            | ۲۷۵            | ۱٬۲۸۸         | ۱٬۵۶۳        | ۲۶٫۶۲۳             | ۸۲٫۴          |
| ۷۲   | تونس                   | ۱۵۵٬۳۶۰           | ۱٬۴۲۴          | ۱٬۱۴۸         | ۲٬۵۷۲        | ۷٫۳۸۹              | ۴۴٫۶          |
| ۷۳   | کیریباتی               | ۷۱۷               | -              | ۱٬۱۴۳         | ۱٬۱۴۳        | ۱٬۵۹۴٫۱۴۲          | ۱۰۰٫۰         |
| ۷۴   | فیجی                   | ۱۸٬۲۷۰            | -              | ۱٬۱۲۹         | ۱٬۱۲۹        | ۶۱٫۷۹۵             | ۱۰۰٫۰         |
| ۷۵   | فنلاند                 | ۳۰۵٬۴۷۰           | ۲٬۶۲۸          | ۱٬۱۲۶         | ۳٬۷۵۴        | ۳٫۶۸۶              | ۳۰٫۰          |
| ۷۶   | صحرای غربی             | ۲۶۶٬۰۰۰           | ۲٬۰۴۶          | ۱٬۱۱۰         | ۳٬۱۵۶        | ۴٫۱۷۳              | ۳۵٫۲          |
| ۷۷   | پاکستان                | ۷۷۸٬۷۲۰           | ۶٬۷۷۴          | ۱٬۰۴۶         | ۷٬۸۲۰        | ۱٫۳۴۳              | ۱۳٫۴          |
| ۷۸   | جامائیکا               | ۱۰٬۸۳۰            | -              | ۱٬۰۲۲         | ۱٬۰۲۲        | ۹۴٫۳۶۷             | ۱۰۰٫۰         |
| ۷۹   | الجزایر                | ۲٬۳۸۱٬۷۴۰         | ۶٬۳۴۳          | ۹۹۸           | ۷٬۳۴۱        | ۰٫۴۱۹              | ۱۳٫۶          |
| ۸۰   | کیپ ورد                | ۴٬۰۳۳             | -              | ۹۶۵           | ۹۶۵          | ۲۳۹٫۲۷۶            | ۱۰۰٫۰         |
| ۸۱   | نیکاراگوئه             | ۱۲۰٬۲۵۴           | ۱٬۲۳۱          | ۹۱۰           | ۲٬۱۴۱        | ۷٫۵۶۷              | ۴۲٫۵          |
| ۸۲   | گابن                   | ۲۵۷٬۶۶۷           | ۲٬۵۵۱          | ۸۸۵           | ۳٬۴۳۶        | ۳٫۴۳۵              | ۲۵٫۸          |
| ۸۳   | نیجریه                 | ۹۱۰٬۷۶۸           | ۴٬۰۴۷          | ۸۵۳           | ۴٬۹۰۰        | ۰٫۹۳۷              | ۱۷٫۴          |
| ۸۴   | سودان                  | ۲٬۳۷۶٬۰۰۰         | ۷٬۶۸۷          | ۸۵۳           | ۸٬۵۴۰        | ۰٫۳۵۹              | ۱۰٫۰          |
| ۸۵   | هندوراس                | ۱۱۱٬۸۹۰           | ۱٬۵۲۰          | ۸۲۰           | ۲٬۳۴۰        | ۷٫۳۲۹              | ۳۵٫۰          |
| ۸۶   | جمهوری آذربایجان       | ۸۶٬۱۰۰            | ۲٬۰۱۳          | ۸۰۰           | ۲٬۸۱۳        | ۹٫۲۹۲              | ۲۸٫۴          |
| ۸۷   | موریتانی               | ۱٬۰۳۰٬۴۰۰         | ۵٬۰۷۴          | ۷۵۴           | ۵٬۸۲۸        | ۰٫۷۳۲              | ۱۲٫۹          |
| ۸۸   | تیمور شرقی             | ۱۵٬۰۰۷            | ۲۲۸            | ۷۰۶           | ۹۳۴          | ۴۷٫۰۴۵             | ۷۵٫۶          |
| ۸۹   | اروگوئه                | ۱۷۳٬۶۲۰           | ۱٬۵۶۴          | ۶۶۰           | ۲٬۲۲۴        | ۳٫۸۰۱              | ۲۹٫۷          |
| ۹۰   | قبرس                   | ۹٬۲۴۰             | -              | ۶۴۸           | ۶۴۸          | ۷۰٫۱۳۰             | ۱۰۰٫۰         |
| ۹۱   | مالدیو                 | ۳۰۰               | -              | ۶۴۴           | ۶۴۴          | ۲٬۱۴۶٫۶۶۷          | ۱۰۰٫۰         |
| ۹۲   | بنگلادش                | ۱۳۳٬۹۱۰           | ۴٬۲۴۶          | ۵۸۰           | ۴٬۸۲۶        | ۴٫۳۳۱              | ۱۲٫۰          |
| ۹۳   | لیبریا                 | ۹۶٬۳۲۰            | ۱٬۵۸۵          | ۵۷۹           | ۲٬۱۶۴        | ۶٫۰۱۱              | ۲۶٫۸          |
| ۹۴   | قطر                    | ۱۱٬۴۳۷            | ۶۰             | ۵۶۳           | ۶۲۳          | ۴۹٫۲۲۶             | ۹۰٫۴          |
| ۹۵   | غنا                    | ۲۳۰٬۰۲۰           | ۲٬۰۹۳          | ۵۳۹           | ۲٬۶۳۲        | ۲٫۳۴۳              | ۲۰٫۵          |
| ۹۶   | کنیا                   | ۵۶۹٬۲۵۰           | ۳٬۴۴۶          | ۵۳۶           | ۳٬۹۸۲        | ۰٫۹۴۲              | ۱۳٫۵          |
| ۹۷   | لتونی                  | ۶۴٬۵۸۹            | ۱٬۱۵۰          | ۵۳۱           | ۱٬۶۸۱        | ۸٫۲۲۱              | ۳۱٫۶          |
| ۹۸   | سنگال                  | ۱۹۲٬۰۰۰           | ۲٬۶۴۰          | ۵۳۱           | ۳٬۱۷۱        | ۲٫۷۶۶              | ۱۶٫۷          |
| ۹۹   | ساحل عاج               | ۳۱۸٬۰۰۰           | ۳٬۱۱۰          | ۵۱۵           | ۳٬۶۲۵        | ۱٫۶۱۹              | ۱۴٫۲          |
| ۱۰۰  | کویت                   | ۱۷٬۸۲۰            | ۴۶۲            | ۴۹۹           | ۹۶۱          | ۲۸٫۰۰۲             | ۵۱٫۹          |
| ۱۰۱  | سیشل                   | ۴۵۵               | -              | ۴۹۱           | ۴۹۱          | ۱٬۰۷۹٫۱۲۱          | ۱۰۰٫۰         |
| ۱۰۲  | لهستان                 | ۳۰۴٬۴۶۵           | ۲٬۸۸۸          | ۴۹۱           | ۳٬۳۷۹        | ۱٫۶۱۳              | ۱۴٫۵          |
| ۱۰۳  | گویان                  | ۱۹۶٬۸۵۰           | ۲٬۴۶۲          | ۴۵۹           | ۲٬۹۲۱        | ۲٫۳۳۲              | ۱۵٫۷          |
| ۱۰۴  | هلند                   | ۳۳٬۸۸۳            | ۱٬۰۲۷          | ۴۵۱           | ۱٬۴۷۸        | ۱۳٫۳۱۱             | ۳۰٫۵          |
| ۱۰۵  | کامبوج                 | ۱۷۶٬۵۲۰           | ۲٬۵۷۲          | ۴۴۳           | ۳٬۰۱۵        | ۲٫۵۱۰              | ۱۴٫۷          |
| ۱۰۶  | ازبکستان               | ۴۲۵٬۴۰۰           | ۶٬۲۲۱          | ۴۲۰           | ۶٬۶۴۱        | ۰٫۹۸۷              | ۶٫۳           |
| ۱۰۷  | تونگا                  | ۷۱۸               | -              | ۴۱۹           | ۴۱۹          | ۵۸۳٫۵۶۵            | ۱۰۰٫۰         |
| ۱۰۸  | ساموآ                  | ۲٬۸۵۰             | -              | ۴۰۳           | ۴۰۳          | ۱۴۱٫۴۰۴            | ۱۰۰٫۰         |
| ۱۰۹  | سیرالئون               | ۷۱٬۶۲۰            | ۹۵۸            | ۴۰۲           | ۱٬۳۶۰        | ۵٫۶۱۳              | ۲۹٫۶          |
| ۱۱۰  | کامرون                 | ۴۶۹٬۴۴۰           | ۴٬۵۹۱          | ۴۰۲           | ۴٬۹۹۳        | ۰٫۸۵۶              | ۸٫۱           |
| ۱۱۱  | گواتمالا               | ۱۰۸٬۴۳۰           | ۱٬۶۸۷          | ۴۰۰           | ۲٬۰۸۷        | ۳٫۶۸۹              | ۱۹٫۲          |
| ۱۱۲  | بلیز                   | ۲۲٬۸۰۰            | ۵۱۶            | ۳۸۶           | ۹۰۲          | ۱۶٫۹۳۰             | ۴۲٫۸          |
| ۱۱۳  | سورینام                | ۱۶۱٬۴۷۰           | ۱٬۷۰۷          | ۳۸۶           | ۲٬۰۹۳        | ۲٫۳۹۱              | ۱۸٫۴          |
| ۱۱۴  | جزایر مارشال           | ۱۸۱               | -              | ۳۷۰           | ۳۷۰          | ۲٬۰۴۳٫۰۲۳          | ۱۰۰٫۰         |
| ۱۱۵  | ترینیداد و توباگو      | ۵٬۱۲۸             | -              | ۳۶۲           | ۳۶۲          | ۷۰٫۵۹۳             | ۱۰۰٫۰         |
| ۱۱۶  | آلبانی                 | ۲۷٬۳۹۸            | ۷۲۰            | ۳۶۲           | ۱٬۰۸۲        | ۱۳٫۲۱۳             | ۳۳٫۵          |
| ۱۱۷  | بلغارستان              | ۱۱۰٬۵۵۰           | ۱٬۸۰۸          | ۳۵۴           | ۲٬۱۶۲        | ۳٫۲۰۲              | ۱۶٫۴          |
| ۱۱۸  | گینه بیسائو            | ۲۸٬۰۰۰            | ۷۲۴            | ۳۵۰           | ۱٬۰۷۴        | ۱۲٫۵۰۰             | ۳۲٫۶          |
| ۱۱۹  | کومور                  | ۲٬۱۷۰             | -              | ۳۴۰           | ۳۴۰          | ۱۵۶٫۶۸۲            | ۱۰۰٫۰         |
| ۱۲۰  | گینه                   | ۲۴۵٬۸۵۷           | ۳٬۳۹۹          | ۳۲۰           | ۳٬۷۱۹        | ۱٫۳۰۲              | ۸٫۶           |
| ۱۲۱  | جیبوتی                 | ۲۱٬۹۸۰            | ۵۰۶            | ۳۱۴           | ۸۲۰          | ۱۴٫۲۸۶             | ۳۸٫۳          |
| ۱۲۲  | گرجستان                | ۶۹٬۷۰۰            | ۱٬۴۶۱          | ۳۱۰           | ۱٬۷۷۱        | ۴٫۴۴۸              | ۱۷٫۵          |
| ۱۲۳  | السالوادور             | ۲۰٬۷۲۰            | ۵۴۵            | ۳۰۷           | ۸۵۲          | ۱۴٫۸۱۷             | ۳۶٫۰          |
| ۱۲۴  | مونته‌نگرو              | ۱۳٬۸۱۲            | ۶۲۵            | ۲۹۴           | ۹۱۹          | ۲۱٫۲۸۶             | ۳۲٫۰          |
| ۱۲۵  | گینه استوایی           | ۲۸٬۰۵۱            | ۵۳۹            | ۲۹۶           | ۸۳۵          | ۱۰٫۵۵۲             | ۳۵٫۴          |
| ۱۲۶  | اسرائیل                | ۲۰٬۳۳۰            | ۱٬۰۱۷          | ۲۷۳           | ۱٬۲۹۰        | ۱۳٫۴۲۸             | ۲۱٫۲          |
| ۱۲۷  | لبنان                  | ۱۰٬۲۸۰            | ۴۵۴            | ۲۲۵           | ۶۷۹          | ۲۱٫۸۸۷             | ۳۳٫۱          |
| ۱۲۸  | رومانی                 | ۲۳۰٬۳۴۰           | ۲٬۵۰۸          | ۲۲۵           | ۲٬۷۳۳        | ۰٫۹۷۷              | ۸٫۲           |
| ۱۲۹  | سائوتومه و پرنسیپ      | ۱٬۰۰۱             | -              | ۲۰۹           | ۲۰۹          | ۲۰۸٫۷۹۱            | ۱۰۰٫۰         |
| ۱۳۰  | سنگاپور                | ۶۳۸               | -              | ۱۹۳           | ۱۹۳          | ۳۰۲٫۷۴۵            | ۱۰۰٫۰         |
| ۱۳۱  | سوریه                  | ۱۸۴٬۰۵۰           | ۲٬۲۵۳          | ۱۹۳           | ۲٬۴۴۶        | ۱٫۰۴۹              | ۷٫۹           |
| ۱۳۲  | موریس                  | ۲٬۰۳۰             | -              | ۱۷۷           | ۱۷۷          | ۸۷٫۱۹۲             | ۱۰۰٫۰         |
| ۱۳۳  | جمهوری کنگو            | ۳۴۱٬۵۰۰           | ۵٬۵۰۴          | ۱۶۹           | ۵٬۶۷۳        | ۰٫۴۹۵              | ۳٫۰           |
| ۱۳۴  | بحرین                  | ۶۲۰               | -              | ۱۶۱           | ۱۶۱          | ۲۵۹٫۶۷۷            | ۱۰۰٫۰         |
| ۱۳۵  | برونئی                 | ۵٬۲۷۰             | ۳۸۱            | ۱۶۱           | ۵۴۲          | ۳۰٫۵۵۰             | ۲۹٫۷          |
| ۱۳۶  | سنت لوسیا              | ۶۱۰               | -              | ۱۵۸           | ۱۵۸          | ۲۵۹٫۰۱۶            | ۱۰۰٫۰         |
| ۱۳۷  | آنتیگوآ و باربودا      | ۴۴۲               | -              | ۱۵۳           | ۱۵۳          | ۳۴۶٫۱۵۴            | ۱۰۰٫۰         |
| ۱۳۸  | دومینیکا               | ۷۵۴               | -              | ۱۴۸           | ۱۴۸          | ۱۹۶٫۲۸۶            | ۱۰۰٫۰         |
| ۱۳۹  | مالت                   | ۳۱۶               | -              | ۱۴۰           | ۱۴۰          | ۴۴۳٫۰۳۸            | ۱۰۰٫۰         |
| ۱۴۰  | سنت کیتس و نویس        | ۲۶۱               | -              | ۱۳۵           | ۱۳۵          | ۵۱۷٫۲۴۱            | ۱۰۰٫۰         |
| ۱۴۱  | گرنادا                 | ۳۴۰               | -              | ۱۲۱           | ۱۲۱          | ۳۵۵٫۸۸۲            | ۱۰۰٫۰         |
| ۱۴۲  | بنین                   | ۱۱۰٬۶۲۰           | ۱٬۹۸۹          | ۱۲۱           | ۲٬۱۱۰        | ۱٫۰۹۴              | ۵٫۷           |
|      | جزایر کوک              | ۲۴۰               | -              | ۱۲۰           | ۱۲۰          | ۵۰۰٫۰۰۰            | ۱۰۰٫۰         |
| ۱۴۳  | لیتوانی                | ۶۵٬۲۰۰            | ۱٬۲۷۳          | ۹۹            | ۱٬۳۷۲        | ۱٫۵۱۸              | ۷٫۲           |
| ۱۴۴  | باربادوس               | ۴۳۰               | -              | ۹۷            | ۹۷           | ۲۲۵٫۵۸۱            | ۱۰۰٫۰         |
| ۱۴۵  | سنت وینسنت و گرنادین‌ها | ۳۸۹               | -              | ۸۴            | ۸۴           | ۲۱۵٫۹۳۸            | ۱۰۰٫۰         |
| ۱۴۶  | گامبیا                 | ۱۰٬۰۰۰            | ۷۴۰            | ۸۰            | ۸۲۰          | ۸٫۰۰۰              | ۹٫۸           |
| ۱۴۷  | بلژیک                  | ۳۰٬۲۷۸            | ۱٬۳۷۹          | ۶۶            | ۱٬۴۴۶        | ۲٫۱۹۶              | ۴٫۶           |
|      | نیووی                  | ۲۶۰               | -              | ۶۴            | ۶۴           | ۲۴۶٫۱۵۴            | ۱۰۰٫۰         |
| ۱۴۸  | عراق                   | ۴۳۲٬۱۶۲           | ۳٬۶۳۱          | ۵۸            | ۳٬۶۸۹        | ۰٫۱۳۴              | ۱٫۶           |
| ۱۴۹  | توگو                   | ۵۴٬۳۸۵            | ۱٬۶۴۷          | ۵۶            | ۱٬۷۰۳        | ۱٫۰۳۰              | ۳٫۳           |
| ۱۵۰  | اسلوونی                | ۲۰٬۲۵۳            | ۱٬۳۳۴          | ۴۷            | ۱٬۳۸۱        | ۲٫۳۰۱              | ۳٫۴           |
| ۱۵۱  | جمهوری دموکراتیک کنگو  | ۲٬۲۶۷٬۶۰۰         | ۱۰٬۷۴۴         | ۳۷            | ۱۰٬۷۸۱       | ۰٫۰۱۶              | ۰٫۳           |
| ۱۵۲  | نائورو                 | ۲۱                | -              | ۳۰            | ۳۰           | ۱٬۴۲۸٫۵۷۱          | ۱۰۰٫۰         |
| ۱۵۳  | اردن                   | ۸۸٬۸۸۴            | ۱٬۶۱۹          | ۲۶            | ۱٬۶۴۵        | ۰٫۲۹۳              | ۱٫۶           |
| ۱۵۴  | تووالو                 | ۲۶                | -              | ۲۴            | ۲۴           | ۹۲۳٫۰۷۷            | ۱۰۰٫۰         |
| ۱۵۵  | بوسنی و هرزگوین        | ۵۱٬۱۲۹            | ۱٬۴۵۹          | ۲۰            | ۱٬۴۷۹        | ۰٫۳۹۱              | ۱٫۴           |
| ۱۵۶  | موناکو                 | ۲                 | ۴              | ۴             | ۹            | ۲٬۱۰۲٫۵۶۴          | ۴۸٫۲          |
| ۱۵۷  | افغانستان              | ۶۴۷٬۵۰۰           | ۵٬۵۲۹          | -             | ۵٬۵۲۹        | -                  | ۰٫۰           |
| ۱۵۷  | آندورا                 | ۴۶۸               | ۱۲۰            | -             | ۱۲۰          | -                  | ۰٫۰           |
| ۱۵۷  | ارمنستان               | ۲۸٬۴۰۰            | ۱٬۲۵۴          | -             | ۱٬۲۵۴        | -                  | ۰٫۰           |
| ۱۵۷  | اتریش                  | ۸۲٬۷۳۸            | ۲٬۵۶۲          | -             | ۲٬۵۶۲        | -                  | ۰٫۰           |
| ۱۵۷  | بوروندی                | ۲۵٬۶۵۰            | ۹۷۴            | -             | ۹۷۴          | -                  | ۰٫۰           |
| ۱۵۷  | بورکینافاسو            | ۲۷۳٬۸۰۰           | ۳٬۱۹۲          | -             | ۳٬۱۹۲        | -                  | ۰٫۰           |
| ۱۵۷  | بوتان (کشور)           | ۴۷٬۰۰۰            | ۱٬۰۷۵          | -             | ۱٬۰۷۵        | -                  | ۰٫۰           |
| ۱۵۷  | بلاروس                 | ۲۰۷٬۶۰۰           | ۳٬۰۹۸          | -             | ۳٬۰۹۸        | -                  | ۰٫۰           |
| ۱۵۷  | بولیوی                 | ۱٬۰۸۴٬۳۹۰         | ۶٬۷۴۳          | -             | ۶٬۷۴۳        | -                  | ۰٫۰           |
| ۱۵۷  | بوتسوانا               | ۵۸۵٬۳۷۰           | ۴٬۰۱۳          | -             | ۴٬۰۱۳        | -                  | ۰٫۰           |
| ۱۵۷  | جمهوری آفریقای مرکزی   | ۶۲۲٬۹۸۴           | ۵٬۲۰۳          | -             | ۵٬۲۰۳        | -                  | ۰٫۰           |
| ۱۵۷  | چاد                    | ۱٬۲۵۹٬۲۰۰         | ۵٬۹۶۸          | -             | ۵٬۹۶۸        | -                  | ۰٫۰           |
| ۱۵۷  | جمهوری چک              | ۷۷٬۲۷۶            | ۱٬۸۸۱          | -             | ۱٬۸۸۱        | -                  | ۰٫۰           |
| ۱۵۷  | اتیوپی                 | ۱٬۱۱۹٬۶۸۳         | ۵٬۳۱۱          | -             | ۵٬۳۱۱        | -                  | ۰٫۰           |
| ۱۵۷  | مجارستان               | ۹۲٬۳۴۰            | ۲٬۰۰۹          | -             | ۲٬۰۰۹        | -                  | ۰٫۰           |
| ۱۵۷  | قرقیزستان              | ۱۹۱٬۳۰۰           | ۳٬۸۷۸          | -             | ۳٬۸۷۸        | -                  | ۰٫۰           |
| ۱۵۷  | لائوس                  | ۲۳۰٬۸۰۰           | ۵٬۰۸۳          | -             | ۵٬۰۸۳        | -                  | ۰٫۰           |
| ۱۵۷  | لسوتو                  | ۳۰٬۳۵۵            | ۹۰۹            | -             | ۹۰۹          | -                  | ۰٫۰           |
| ۱۵۷  | لیختن‌اشتاین            | ۱۶۰               | ۷۶             | -             | ۷۶           | -                  | ۰٫۰           |
| ۱۵۷  | لوکزامبورگ             | ۲٬۵۸۶             | ۳۵۹            | -             | ۳۵۹          | -                  | ۰٫۰           |
| ۱۵۷  | مالاوی                 | ۹۴٬۰۸۰            | ۲٬۸۸۱          | -             | ۲٬۸۸۱        | -                  | ۰٫۰           |
| ۱۵۷  | مولدووا                | ۳۳٬۳۷۱            | ۱٬۳۸۹          | -             | ۱٬۳۸۹        | -                  | ۰٫۰           |
| ۱۵۷  | مغولستان               | ۱٬۵۶۵٬۰۰۰         | ۸٬۱۱۴          | -             | ۸٬۱۱۴        | -                  | ۰٫۰           |
| ۱۵۷  | مقدونیه شمالی          | ۲۴٬۸۵۶            | ۷۴۸            | -             | ۷۴۸          | -                  | ۰٫۰           |
| ۱۵۷  | مالی                   | ۱٬۲۲۰٬۰۰۰         | ۷٬۲۴۳          | -             | ۷٬۲۴۳        | -                  | ۰٫۰           |
| ۱۵۷  | نپال                   | ۱۳۶٬۸۰۰           | ۲٬۹۲۶          | -             | ۲٬۹۲۶        | -                  | ۰٫۰           |
| ۱۵۷  | نیجر                   | ۱٬۲۶۶٬۷۰۰         | ۵٬۶۹۷          | -             | ۵٬۶۹۷        | -                  | ۰٫۰           |
| ۱۵۷  | پاراگوئه               | ۳۹۷٬۳۰۰           | ۳٬۹۲۰          | -             | ۳٬۹۲۰        | -                  | ۰٫۰           |
| ۱۵۷  | رواندا                 | ۲۴٬۹۴۸            | ۸۹۳            | -             | ۸۹۳          | -                  | ۰٫۰           |
| ۱۵۷  | صربستان                | ۸۸٬۳۶۱            | ۲٬۰۲۷          | -             | ۲٬۰۲۷        | -                  | ۰٫۰           |
| ۱۵۷  | سان مارینو             | ۶۱                | ۳۹             | -             | ۳۹           | -                  | ۰٫۰           |
| ۱۵۷  | سوئیس                  | ۳۹٬۷۷۰            | ۱٬۸۵۲          | -             | ۱٬۸۵۲        | -                  | ۰٫۰           |
| ۱۵۷  | اسلواکی                | ۴۸٬۸۰۰            | ۱٬۳۵۵          | -             | ۱٬۳۵۵        | -                  | ۰٫۰           |
| ۱۵۷  | اسواتینی               | ۱۷٬۲۰۳            | ۵۳۵            | -             | ۵۳۵          | -                  | ۰٫۰           |
| ۱۵۷  | تاجیکستان              | ۱۴۲٬۷۰۰           | ۳٬۶۵۱          | -             | ۳٬۶۵۱        | -                  | ۰٫۰           |
| ۱۵۷  | اوگاندا                | ۱۹۹٬۷۱۰           | ۲٬۶۹۸          | -             | ۲٬۶۹۸        | -                  | ۰٫۰           |
| ۱۵۷  | واتیکان                | ۱                 | ۳              | -             | ۳            | -                  | ۰٫۰           |
| ۱۵۷  | زامبیا                 | ۷۴۰٬۷۲۴           | ۵٬۶۶۴          | -             | ۵٬۶۶۴        | -                  | ۰٫۰           |
| ۱۵۷  | زیمبابوه               | ۳۸۶٬۶۷۰           | ۳٬۰۶۶          | -             | ۳٬۰۶۶        | -                  | ۰٫۰           |